# Śródszaniec
Śródszaniec – część dzieła fortyfikacyjnego budowana wewnątrz większego zespołu umocnień. Był ostatnim punktem oporu albo miejscem służącym do przygotowania przeciwnatarcia po przełamaniu linii obrony. W twierdzach rolę śródszańca mogła spełniać cytadela lub fort, a w zamkach stołp. 